# Rajon Astrawez

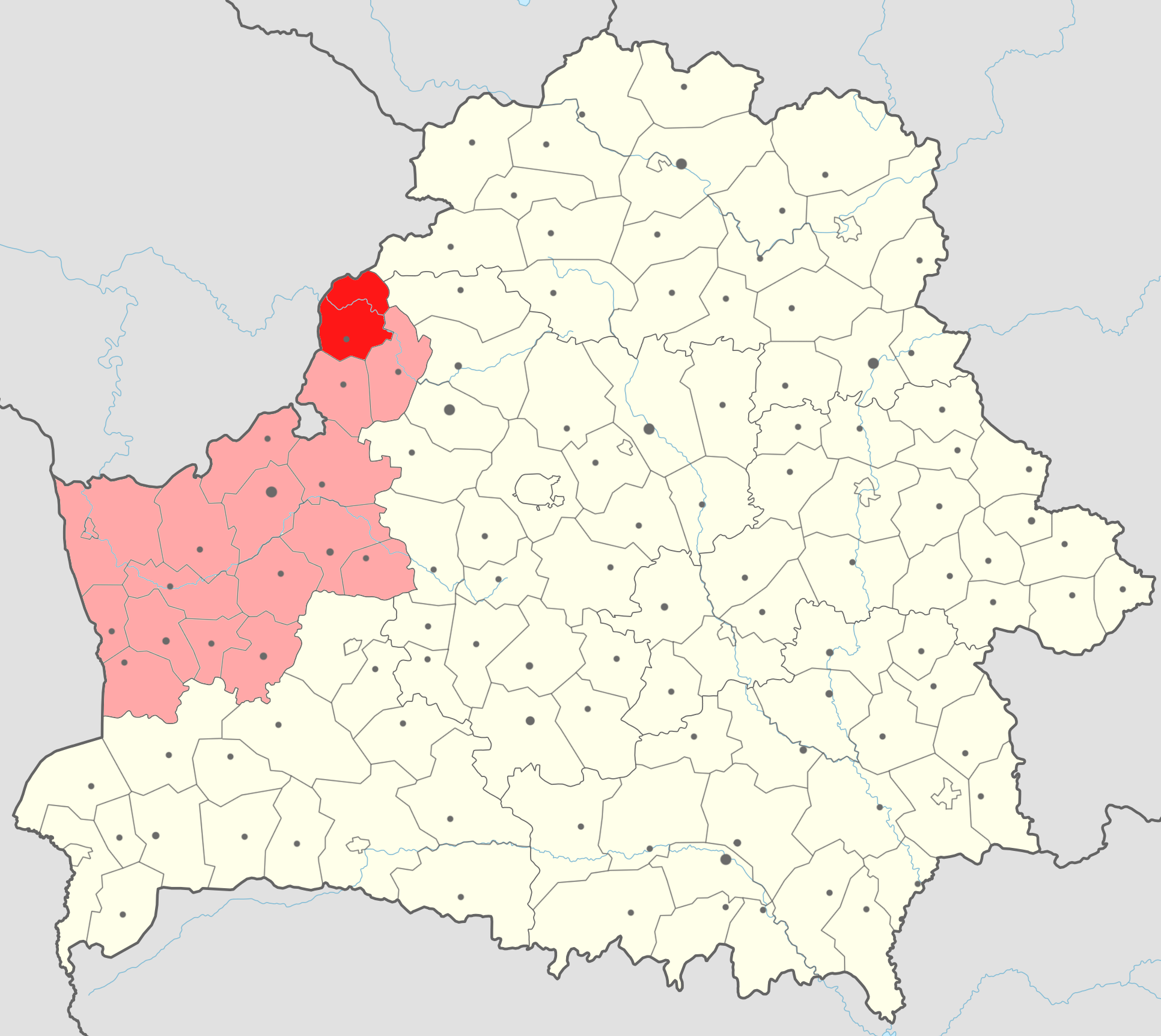
Rajon Astrawez auf der Karte von Weißrussland

Flagge

Der Rajon Astrawez (belarussisch Астравецкі раён, russisch Островецкий район) ist ein Rajon im Norden der Hrodsenskaja Woblasz in Belarus mit der Stadt Astrawez (Ostrowez) als administrativem Zentrum.

## Geschichte
Am 15. Januar 1940 wurde der Rajon Astrawez als Teil der Wilejskaja Woblasz gegründet. Astrawez hatte nicht den Status einer Stadt, sondern galt als eine städtische Siedlung. Der Rajon war landwirtschaftlich geprägt, die Industrie war schwach entwickelt.
Am 22. Juni 1941 begann der Deutsch-Sowjetische Krieg. Die deutsche Luftwaffe bombardierte den Flugplatz Mihalyschki. Am 27. Juni wurde die Region Astrawez von deutschen Truppen besetzt. Am 3. Juli 1944 befreiten die Partisanen die Stadt. Am 6. Juli kam die Rote Armee heran; das Gebiet des Rajons wurde am 7. Juli vollständig befreit.
Am 9. September 1944 wurde der Rajon Teil des Maladsetschanskaja Woblasz, ab 20. Januar 1960 Teil des Hrodsenskaja Woblasz. In den Sechziger-Jahren entstanden mehrere neue Schulen, ein Industriekomplex und ein Sägewerk.
Seit dem 25. August 1991 gehört der Rajon zum unabhängig gewordenen Belarus. 2011 begann der Bau eines Kernkraftwerks, das am 7. November 2020 offiziell in Betrieb genommen wurde. Am 27. März 2012 erhielt Astrawez den Status einer Stadt.

## Bevölkerung
Im Jahr 2018 beträgt die Bevölkerung des Rajon 24.554 Menschen. Die Mehrheit der Einwohner sind Belarussen (86 %). Auch Polen (5 %), Russen (3 %) und Litauer (2 %) leben im Rajon. Die Bevölkerung spricht Belarussisch und Russisch.

## Geografie
Im Rajon befindet sich der Janow-Stausee mit einem kleinen Wasserkraftwerk.